# NGC 428
NGC 428 es una galaxia espiral barrada de la constelación de Cetus. 
Fue descubierta el 20 de diciembre de 1786 por el astrónomo William Herschel.